# John Jenkins (hudebník)
John Jenkins (3. ledna 1931 – 12. července 1993) byl americký jazzový saxofonista. Na střední škole hrál na klarinet, avšak později přesedlal na saxofon. V roce 1955 hrál s trumpetistou Artem Farmerem a téhož roku vedl vlastní trio. Během své kariéry spolupracoval s mnoha dalšími hudebníky, mezi něž patří například Teddy Charles, Clifford Jordan, Hank Mobley, Sahib Shihab a Wilbur Ware. Po roce 1962 se přestal věnovat hudbě.